# Gilău
Gilău es una comuna en Rumania, en el distrito de Cluj. Su población en el censo de 2002 era de 7.861 habitantes.
- Datos: Q12724802
- Multimedia: Gilău, Cluj / Q12724802

1. ↑  Worldpostalcodes.org,código postal n.º 407310.